# Dorchester West
Dorchester West – stacja kolejowa w mieście Dorchester w hrabstwie Dorset, na linii Heart of Wessex z Bristolu do Weymouth. Od stacji na południe linia jest dwutorowa, za stacją łączy się z linią South Western Main Line. Jest jedną z dwóch stacji w mieście, drugą jest Dorchester South. W 1974 r. na stacji miał miejsce wypadek wykolejenia się pociągu, w którym 18 osób odniosło obrażenia

## Ruch pasażerski
Ze stacji korzysta ok. 66 992 pasażerów rocznie (dane za rok 2021/2022). Posiada bezpośrednie połączenia z Bristolem, Bath Spa i Weymouth. Pociągi odjeżdżają ze stacji w odstępach dwugodzinnych w każdą stronę.

## Obsługa pasażerów
Stacja nie dysponuje parkingiem samochodowym, dysponuje parkingiem rowerowym na 8 miejsc. Odprawa podróżnych odbywa się w pociągu.